# Tephrosia vicioides
Tephrosia vicioides är en ärtväxtart som beskrevs av Diederich Franz Leonhard von Schlechtendal. Tephrosia vicioides ingår i släktet Tephrosia och familjen ärtväxter. Inga underarter finns listade i Catalogue of Life.